# Audubon (журнал)

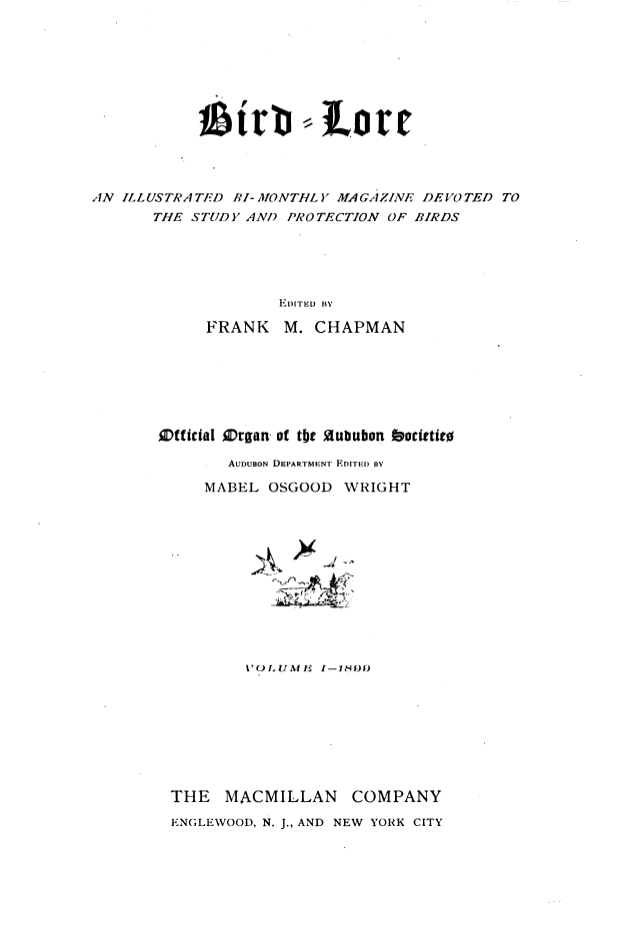
Заголовок страницы 1899 года издания Bird-Lore

Национальное общество Одюбона ( Audubon ; / ˈɔːdəbɒn / ) — американская некоммерческая экологическая организация, занимающаяся сохранением птиц и среды их обитания. Audubon зарегистрирована в США в 1905 году и является одной из старейших подобных организаций в мире. В Соединенных Штатах существуют полностью независимые общества Одюбона, основанные несколькими годами ранее: Массачусетское общество Одюбона и Коннектикутское общество Одюбона.
Общество имеет около 500 местных отделений, каждое из которых является независимой некоммерческой организацией, добровольно присоединившейся к Национальному обществу Одюбона. Они часто организуют экскурсии по наблюдению за птицами и природоохранные мероприятия. Общество координирует Рождественский подсчет птиц, который проводится в США каждый декабрь в партнёрстве с Корнельской лабораторией орнитологии, а также Большой подсчет птиц каждый февраль. Вместе с Корнеллом Одюбон создал eBird - онлайн-базу данных для наблюдения за птицами. У Национального общества Одюбона также есть много мировых партнеров, которые помогают наблюдать за птицами, мигрирующими за пределы США, в том числе BirdLife International , базирующаяся в Великобритании, Bird Studies Canada, American Bird Conservancy и многие партнёры в Латинской Америке и Карибском бассейне.  Программа международных альянсов Audubon (IAP) объединяет людей по всему Западному полушарию для совместной работы над внедрением решений по сохранению важных орнитологических территорий (IBA).

Самый ранний журнал движения Audubon назывался «The Audubon magazine». Он был опубликован в период с февраля 1887 по 1889 год Джорджем Бердом Гриннеллом, который также издавал журнал Forest and Stream. Из-за нехватки средств и других проблем самое раннее движение Audubon и его журнал потерпели неудачу. Bird-Lore был впервые опубликован в 1899 году Фрэнком Чепменом. На обложке журнал описывался как «Официальный орган обществ Audubon» и «выходящий два раза в месяц иллюстрированный журнал, посвящённый изучению и защите птиц». Национальная ассоциация обществ Audubon приобрела Bird-Lore у Чепмена в 1935 году. Bird-Lore стал журналом Audubon Magazine в 1941 году, после того как Национальная ассоциация обществ Audubon стала Национальным обществом Audubon в 1940 году. Название журнала Audubon magazine было сокращено до Audubon в 1966 году.

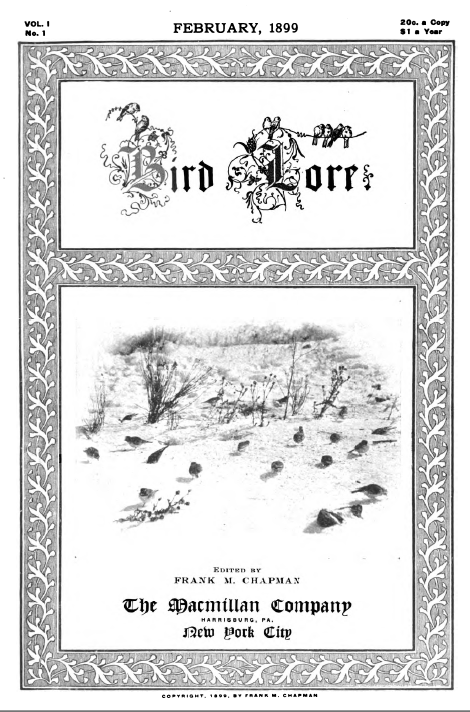
Bird-Lore cover

## Внешние ссылки
- Национальное Общество Одюбона Архивная копия от 11 сентября 2008 на Wayback Machine
- Audubon Журнал Архивная копия от 5 февраля 2010 на Wayback Machine